# Nihonmatsu
Nihonmatsu (Japans: 二本松市, Nihonmatsu-shi) is een stad in de prefectuur Fukushima op het eiland Honshu, Japan. Deze stad heeft een oppervlakte van 344,65 km² en telt begin 2008 ruim 61.000 inwoners.

## Geschiedenis
Op 1 januari 1955 werden 5 dorpen aan de gemeente Nihonmatsu (二本松町, Nihonmatsu-machi) toegevoegd.
De gemeente Nihonmatsu werd een stad (shi) op 1 oktober 1958.
Op 1 december 2005 werden de drie gemeentes Adachi (安達町, Adachi-machi), Iwachiro (岩代町, Iwachiro-machi) en Towa (東和町, Tōwa-machi) aan Nihonmatsu toegevoegd.

## Bezienswaardigheden
- Kasteel Obama (小浜城, Obama-jō), ruïnes in een park.
- Kasteel Nihonmatsu (二本松城, Nihonmatsu-jō), ruïnes in een park.

## Verkeer
Nihonmatsu ligt aan de Tohoku-hoofdlijn van de East Japan Railway Company.
Nihonmatsu ligt aan de Tohoku-autosnelweg en aan de autowegen 4, 349 en 459.

## Stedenbanden
Nihonmatsu heeft een stedenband met
- Jingshan (Jingmen), China, sinds 16 oktober 1994
- Hanover, Verenigde Staten, sinds 30 juli 1999

## Aangrenzende steden
- Koriyama
- Fukushima
- Tamura
- Motomiya